# Tessema sensilis
Tessema sensilis là một loài bướm đêm trong họ Crambidae.